# Monasterio de Osios Loukás
El monasterio de Osios Loukás u Hosios Loukás es uno de los más bellos monasterios bizantinos de Grecia, situado en el municipio de Distomo en la prefectura de Beocia. Se halla diez kilómetros al noroeste del monte Helicón. Está inscrito en el Patrimonio de la Humanidad de la Unesco junto al monasterio de Daphni y el monasterio de Néa Moní de Chíos desde 1990. Es conocido por sus mosaicos sobre fondo dorado del siglo XI, sus pinturas y el refinamiento de su decoración: pisos de mármol, jaspe y pórfido.
Dedicado a su fundador, Lucas Taumaturgo, un ermitaño del siglo X (cuyos restos se pueden ver en la cripta), el monasterio de Osios Loukás es uno de los edificios medievales más importantes de Grecia y también uno de los más visitados.

## Historia
Fue construido en 1011 sobre los cimientos de una iglesia construida en el 944.
El plano octogonal de la iglesia se convirtió en una referencia principal para la arquitectura bizantina tardía.
En el marco del Imperio otomano, Osios Loukás fue el lugar de una gran batalla, como lo demuestran los cañones expuestos en el edificio.
En 1821, el obispo Isaías declaró su apoyo a la causa de la independencia nacional.
El santo fundador profetizó que el monasterio estaría vivo "hasta el fin de los tiempos". Desde su fundación, hace un milenio, hasta el presente, la vida monástica en él no se ha interrumpido nunca, manteniendo el patrimonio religioso vivo: la rica liturgia greco-ortodoxa con los maravillosos cantos bizantinos.
El paisaje que lo rodea es de una gran belleza, dominando extensos olivares, cuidados con esmero. La comunidad monástica produce uno de los mejores aceites de oliva ecológicos del Mediterráneo.

## Galería fotográfica

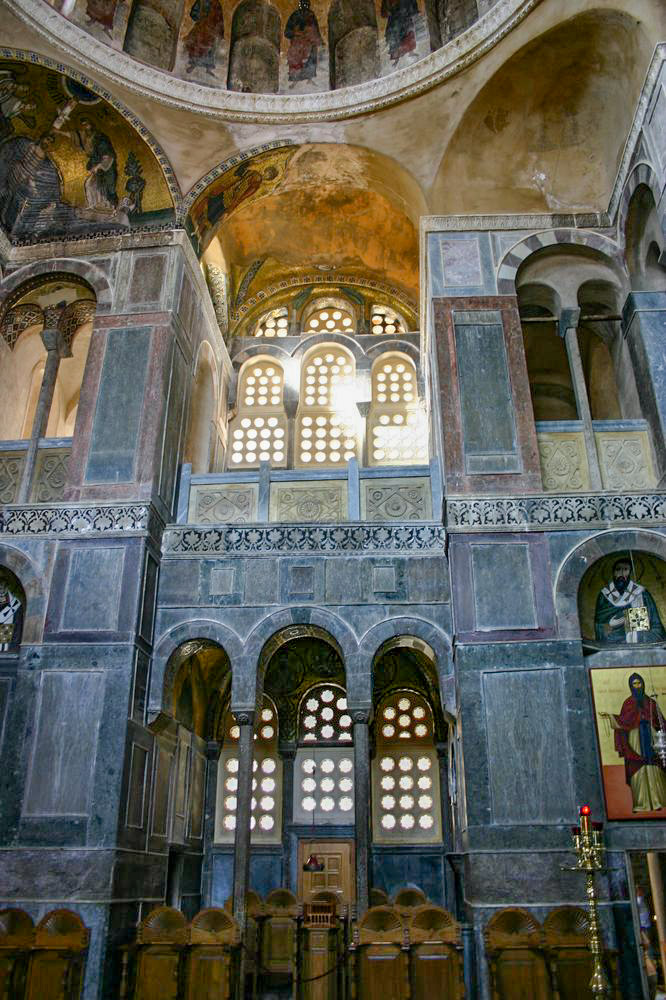
Interior del monasterio.
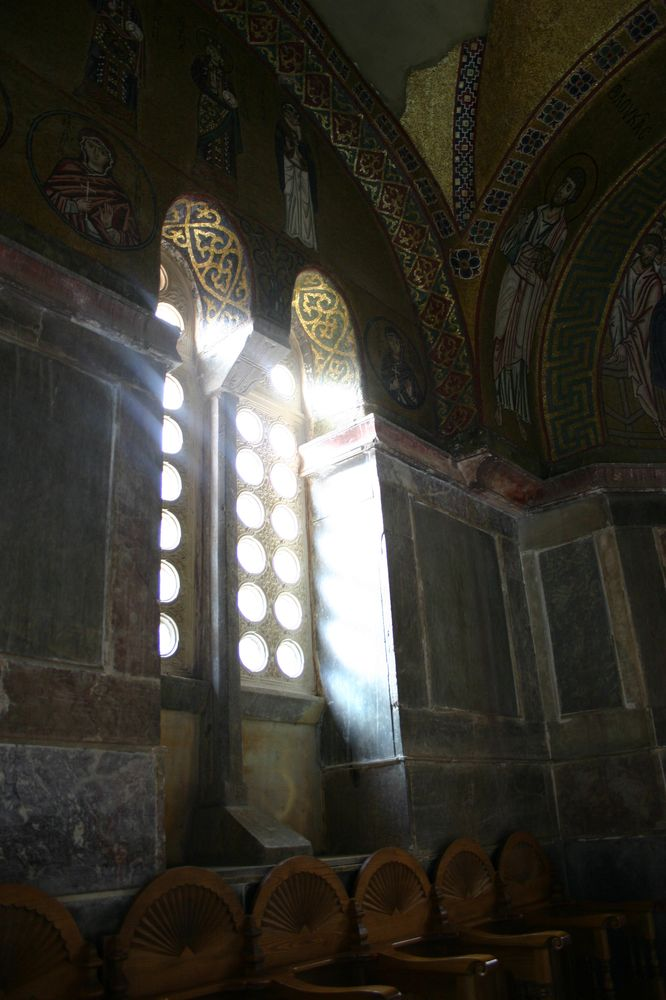
Ventanas.
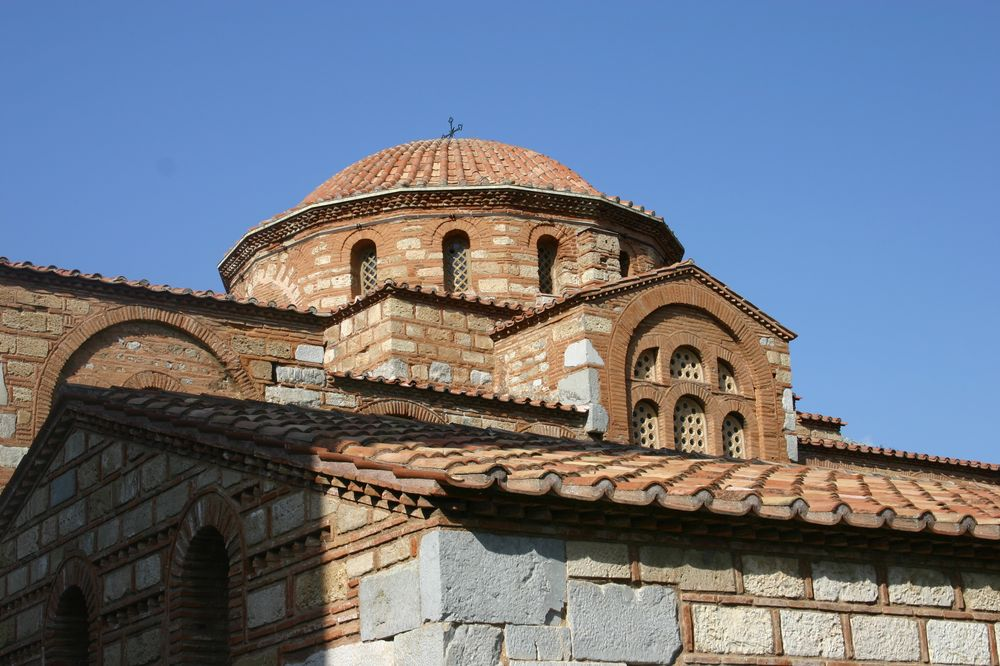
Cúpula.